# Chakina River
Der Chakina River ist ein 56 km langer linker Nebenfluss des Chitina River im zentralen Süden des US-Bundesstaats Alaska.

## Flusslauf
Der Chakina River entspringt in den Chugach Mountains auf einer Höhe von etwa 1600 m. Das Quellgebiet befindet sich 9,4 km südwestlich des 2489 m hohen Goodlata Peak. Der Chakina River fließt 4,5 km nach Osten. Anschließend fließt er durch ein breiteres Tal, anfangs 9,5 km nach Nordosten, danach wendet er sich allmählich nach Norden. Bei den Flusskilometern
22 und 17 münden die Flüsse West Fork Chakina River und Klu River linksseitig in den Chakina River. Der Chakina River mündet schließlich in den Chitina River, 6,5 km oberhalb der Mündung des Nizina River.

## Einzugsgebiet
Der Chakina River entwässert ein Areal von etwa 900 km², das im niedrigeren nördlichen Teil der Chugach Mountains liegt und nur wenige kleine Gletscher aufweist. Weiter südlich befindet sich der größtenteils vergletscherte Hauptkamm der Chugach Mountains, der weiter östlich in die Eliaskette übergeht. Das Einzugsgebiet des Chakina River liegt im Wrangell-St.-Elias-Nationalpark. Es grenzt im Osten und im Südosten an das des Tana River, im Südwesten an das des Bremner River sowie im Westen an das des Tebay River.